# Jean Volders

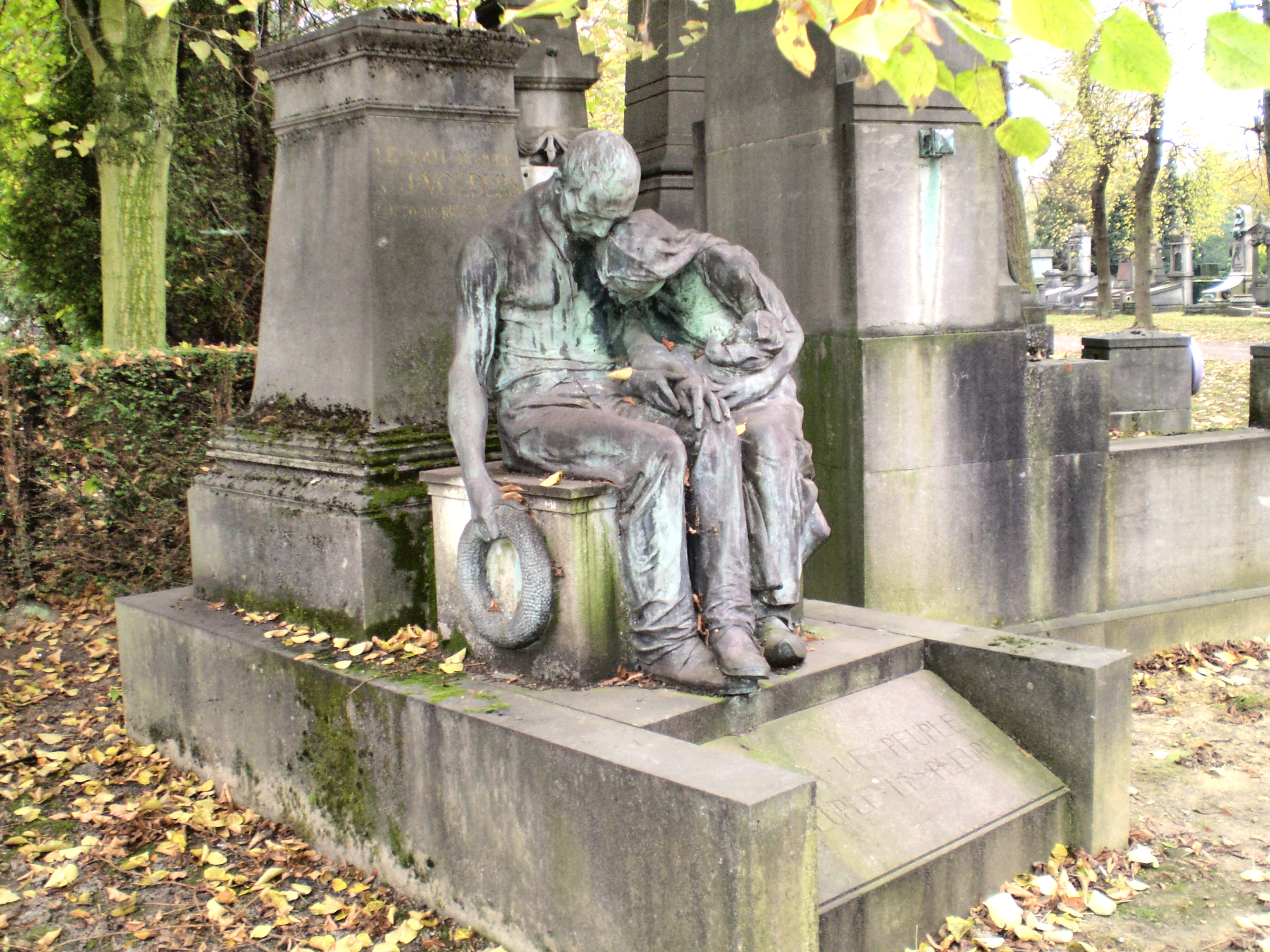
Jean Volders' graf

Jean Volders (Brussel, 8 oktober 1855 – Schaarbeek, 13 mei 1896) was een Belgisch journalist en politicus.
Hij werd geboren in de Marollen als zoon van een herbergier en schrijnwerker. Na de lagere school werd hij op 13-jarige leeftijd bankbediende bij Cassel. Vervolgens werkte hij bij de Nationale Bank van België, waar hij in 1883 ontslag nam om zich toe te leggen op zijn politieke activiteiten.
Aanvankelijk behoorde hij tot de progressieve liberale strekking rond Paul Janson en Emile Féron. Hij werd lid van de Association générale ouvrière.
In de harde winters van 1884-1885 ging hij voor werklozen spreken op meetings. In zijn toespraken eiste Volders "Geen liefdadigheid, maar werk!". Dankzij zijn retorische kwaliteiten in de twee landstalen werd hij een voorman van de Brusselse socialisten.
Terzelfder tijd schreef hij voor het linkse dagblad Le National Belge, naast Cesar De Paepe. Ruime bekendheid verwierf hij met zijn bijtende artikels tegen de monarchie. Op 23 september 1884 werd hij samen met zijn kompaan Louis Bertrand opgepakt aan het hoofd van een 3000 man sterke republikeinse manifestatie, die een herdenking van de Belgische Revolutie verstoord had met het zingen van de Marseillaise en de Carmagnole.
In de zomer van 1885 wijdde hij verschillende artikelen aan het schandaal rond Mary Jeffries, een Engelse kinderontvoerster die minderjarigen in de prostitutie had gedwongen. Deze feiten werden geopenbaard in de Pall Mall Gazette door W.T. Stead, maar kregen in de Belgische pers nauwelijks weerklank. Le National was een uitzondering en volgde de affaire van bij het begin. Toen de betrokkenheid van Leopold II bekend raakte, ging Volders vol in de aanval. Op 14 juli 1885 opende hij de krant onder de titel Saligaud II (Smeerlap II). Hoewel het parket de artikelen beledigend achtte voor de persoon van de koning en nauwgezet bijhield, werd geen vervolging ingesteld uit vrees voor nog meer ruchtbaarheid. In deze periode werd Volders nochtans een maand in hechtenis genomen, doch naar verluidt wegens een ongerelateerde kwestie (een duel).
Eerder datzelfde jaar had Volders mee aan de wieg gestaan van de Belgische Werkliedenpartij. Samen met een groot aantal medestanders scheurde hij zich af van de liberalen, na de verkiezingsnederlaag van 1884 tegen de katholieken. Hij was degene die de Gentse voorman Edward Anseele kon overtuigen om de term socialistisch niet te gebruiken daar de revolutionaire connotatie ervan te veel mensen zou afschrikken.
Na het verdwijnen van Le National Belge wegens de uitwijzing van Gabriel Marchi, richtte hij zelf het weekblad La République op. Daarvan zouden er evenwel maar een paar exemplaren verschijnen, tot hij het liet samengaan met Bertrands La voix de l'ouvrier in de socialistische partijkrant Le Peuple.
In 1889 werd hij actief in het Brusselse Volkshuis. Met zijn organisatorisch talent hervormde hij de coöperatie en werd hij al snel aangeduid tot secretaris en vervolgens afgevaardigd beheerder.
In 1890 was hij mede-organisator van een betoging voor het algemeen stemrecht die 100.000 demonstranten op de been bracht in Sint-Gillis. Hij publiceerde hierover het pamflet Le peuple et le suffrage universel.
Het volgende jaar hield de Tweede Internationale congres te Brussel. Volders stond in voor de organisatie en schreef het verslag, dat verscheen in 1893.
In 1894 moest hij zich voor het Hof van Assisen verantwoorden voor een oproep tot algemene staking in Le Peuple. Zijn advocaat Edmond Picard bekwam de vrijspraak.
Vanaf 1893 was hij ernstige symptomen beginnen vertonen van wat men eerst beschouwde als overspannenheid, maar snel evolueerde tot verlamming. Hij zou de verkiezingsoverwinning van 1894 niet meer bewust meemaken. Twee jaar later overleed hij in een psychiatrische instelling.
Zijn dood en begrafenisstoet veroorzaakten grote beroering bij voor- en tegenstanders. Hij kreeg een graftombe op de Begraafplaats van Brussel, gefinancierd door onderschrijving. Ze draagt het opschrift "Il aimait le peuple, le peuple le pleure" ("Hij hield van het volk, het volk beweent hem"), onder een treurend paar van de hand van de Gentse beeldhouwer Jules Pierre Van Biesbroeck.

## Trivia
- Op de eerste "socialistische doop" in het Maison du Peuple van Montmartre (1894) werd "punch Volders" geserveerd, als eerbetoon aan de man wiens ideeën als inspiratie hadden gediend en die er als een held werd onthaald.[9]
- Jean Volders was een van de vier namen die aan de kroonlijst van het Brusselse Volkshuis prijkten. De andere waren Karl Marx, Proudhon, en Cesar De Paepe.
- In 1898 ontwierp Georges Minne in opdracht van de Belgische Werkliedenpartij een gedenkteken aan Volders. Zijn ontwerp (twee naakte jonge mannen die elkaar in evenwicht houden op het voorsteven van een schip) kon de opdrachtgever echter niet bekoren. Daarop vernielde Minne het drie meter hoge gipsen beeld onder de ogen van Henry Van de Velde.[10] Een kleiner gipsmodel bleef echter bewaard, alsook versies in brons en marmer.
- In Sint-Gillis is een laan naar Jean Volders vernoemd.

## Voetnoten
1. ↑  A. T. Lane (red.) (1995), Biographical Dictionary of European Labor Leaders, Deel 2, blz. 1012
2. ↑  Léon Delsinne (1955), De Belgische Werkliedenpartij van haar oorsprong tot 1894
3. ↑  Maarten Van Ginderachter (2005), Het rode vaderland: de vergeten geschiedenis van de communautaire spanningen in het Belgische socialisme voor WO I, blz. 49-50
4. ↑  Gita Deneckere (2006), 1900: België op het breukvlak van twee eeuwen, blz. 60
5. 1 2  Bram Bombeek (2009), A bas le Sexe-Cobourg? Een mentaliteitshistorische en politieke benadering van de seksschandalen van het Belgisch koningshuis in de lange 19e eeuw, blz. 104 (Scriptie Universiteit Gent) - Lees on-line (geraadpleegd 17 maart 2014)
6. ↑  Bram Delbecke (2012), De lange schaduw van de grondwetgever. Perswetgeving en persmisdrijven in België (1831-1914), blz. 333
7. ↑  Congres international ouvrier socialiste tenu a Bruxelles du 16 au 23 aout 1891: rapport (1893) - Lees on-line (archive.org, geraadpleegd op 18 maart 2014)
8. ↑  Jules Destrée en Emile Vandervelde (1903), Le socialisme en Belgique, blz. 159
9. ↑  Hendrik Defoort (2006),Werklieden bemint uw profijt!: de Belgische sociaaldemocratie in Europa, blz. 349-350
10. ↑  https://web.archive.org/web/20150526173115/http://georgeminne.vlaamsekunstcollectie.be/nl/collectie/themas/gedenktekens-en-grafmonumenten

- Bibliothèque nationale de France: cb165716455 (data)
- Gemeinsame Normdatei: 1041656424
- International Standard Name Identifier: 0000 0000 5772 2021
- Library of Congress Control Number: no97022719
- Nationale Bibliotheek van Tsjechië: skuk0001441
- Système universitaire de documentation: 163707049
- Virtual International Authority File: 85157344